# Reichstag (république de Weimar)
Pour les articles homonymes, voir Reichstag.
Le Reichstag [ʁajʃstaɡ] (de l'allemand [ˈʁaɪ̯çsˌtaːk]  litt. « Diète d'Empire ») était l’assemblée parlementaire représentant le peuple allemand dans son ensemble pendant la république de Weimar et le Troisième Reich.
Établie en 1919 par la Constitution de Weimar et constituée en juin 1920, cette assemblée siégeait au palais du Reichstag, à Berlin.

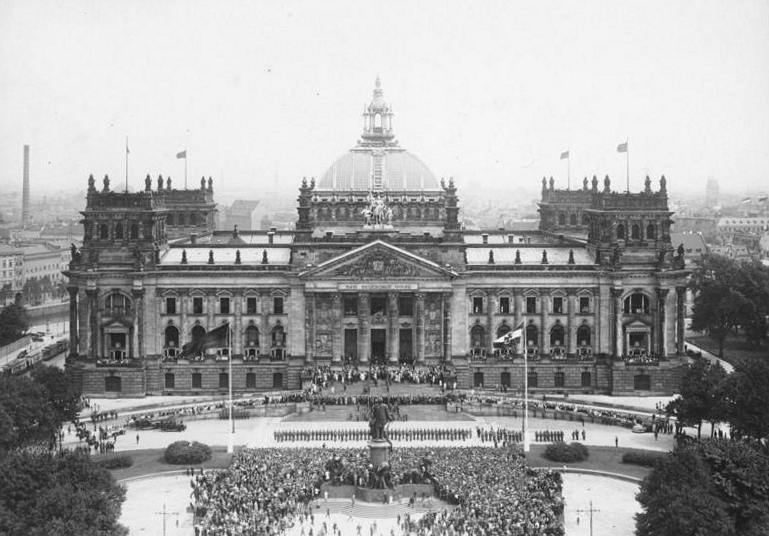
Le palais du Reichstag en 1926.

## Histoire

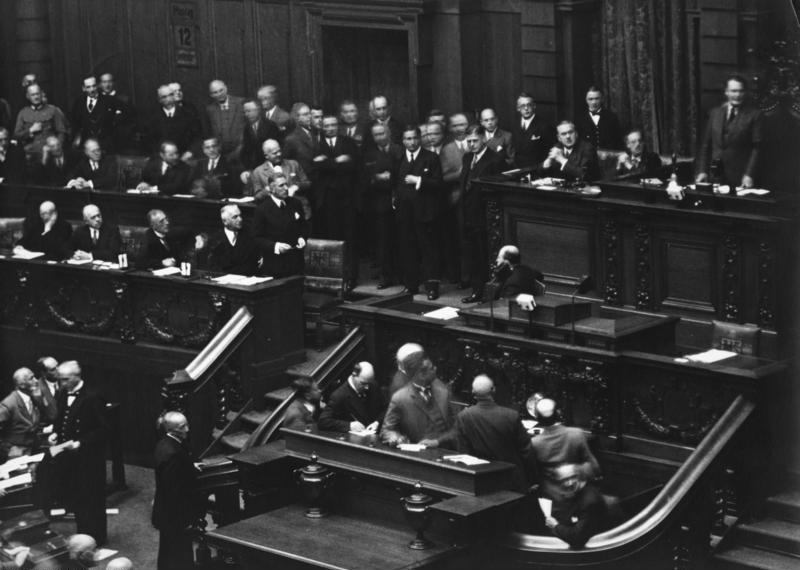
La tribune du Reichstag le 12 septembre 1932. Le chancelier von Papen est debout, à gauche.

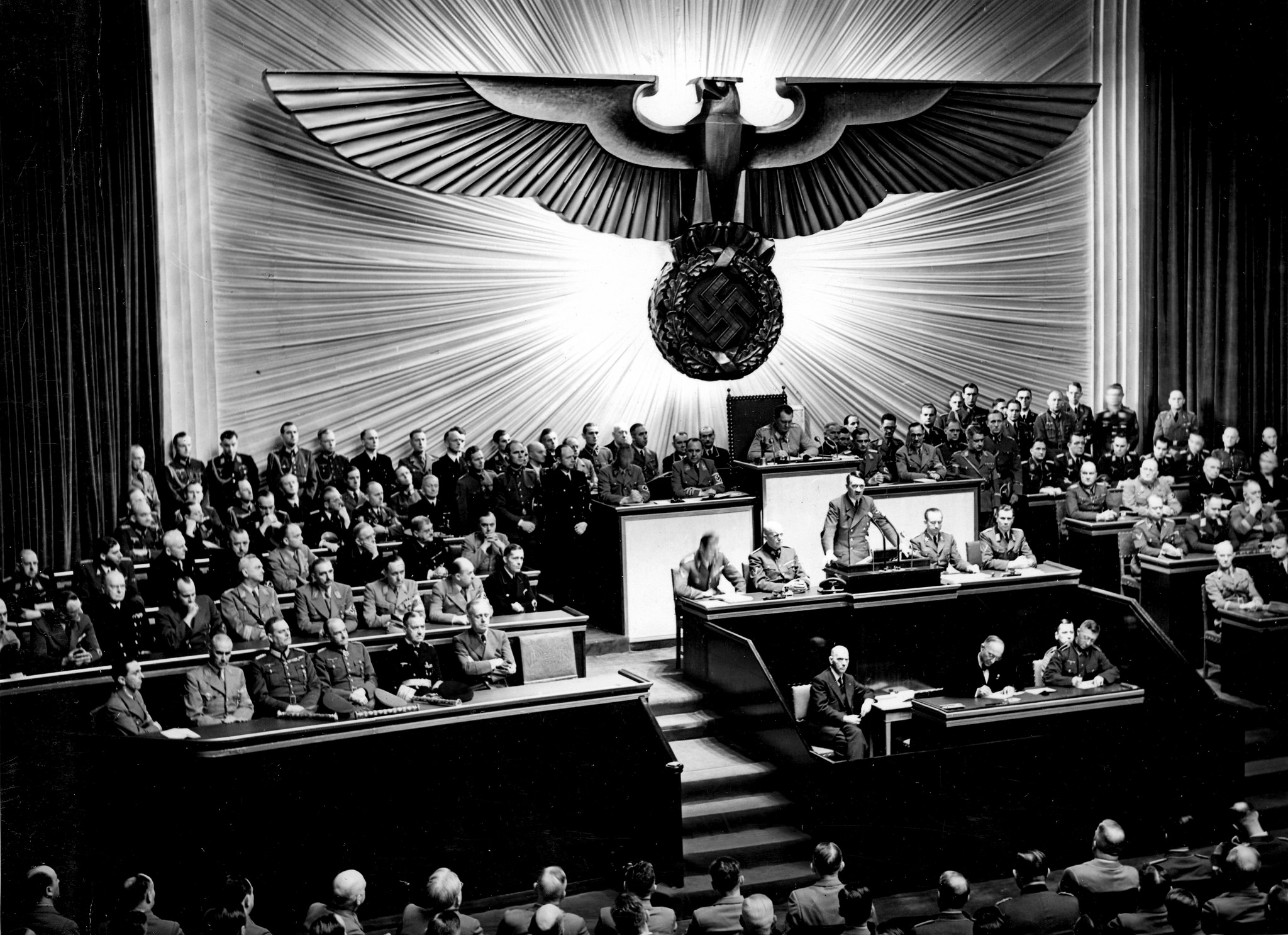
Adolf Hitler s’adressant au Reichstag, lors d'un discours contre le président américain Franklin D. Roosevelt, le 11 décembre 1941.

Ses compétences incluaient le pouvoir législatif, l’adoption du budget, la déclaration de la guerre et la ratification des traités. Le régime étant parlementaire, le Gouvernement du Reich était responsable devant lui, ce qui lui donnait un rôle nettement plus important que le Reichstag de l’Empire allemand. Sa position était équilibrée par les pouvoirs étendus accordés au président du Reich, qui pouvait le dissoudre ou renvoyer le Gouvernement, et par des procédures de démocratie directe.
Ses membres étaient élus pour quatre ans au scrutin proportionnel plurinominal et au suffrage universel, secret, égal et direct, le corps électoral comprenant tous les hommes et femmes majeures de plus de vingt ans.
À partir de 1933, le Reichstag, sans être formellement aboli, fut rapidement privé de tout pouvoir par l’établissement de la domination nazie, en particulier en application de la loi du 23 mars 1933 qui attribua le pouvoir législatif au Gouvernement.
Le Reichstag, dont le siège avait été incendié fin février, ne fonctionna plus que comme un corps d’acclamation périodique pour les actions d’Adolf Hitler ; sa dernière séance eut lieu le 26 avril 1942 à partir de 15 heures. Après l'incendie, les parlementaires siègent à l’opéra Kroll, situé à proximité du bâtiment endommagé : à cette occasion, Hitler, chancelier du Reich, prononce un discours dans lequel, il fixe un cadre historique au conflit, la lutte pour la suprématie mondiale, désigne de nouveau son principal adversaire : le Juif, lié à l'alliance qui menace l'Allemagne dans ses fondements, selon Hitler. À l'issue de cette réunion de la chambre, un texte proposant l'extension des compétences judiciaires du chancelier et président du Reich, est adopté à l'unanimité.
En 1949, la Loi fondamentale de la République fédérale d'Allemagne institua le « Bundestag » comme successeur du Reichstag.

## Historique des législatures
| Législature                   | Élection   | Élection | Début          | Fin           | Composition         | Gouvernement           | Gouvernement           |
| ----------------------------- | ---------- | --- | -------------- | ------------- | ------------------- | ---------------------- | ---------------------- |
| Assemblée nationale de Weimar | 1919       | Assemblée parlementaire du Reich allemand instituée après la chute de l’Empire et la proclamation de la république afin de doter le Reich d’une nouvelle constitution. Elle adopta le 31 juillet 1919 la nouvelle Constitution du Reich allemand, dite constitution de Weimar, qui fut promulguée le 11 août et donna naissance à la république de Weimar. Elle exerça également le pouvoir législatif dont était auparavant investi le Reichstag. | 6 février 1919 | 21 mai 1920   | (Liste des députés) |                        | Scheidemann (1919)     |
| Assemblée nationale de Weimar | 1919       | Assemblée parlementaire du Reich allemand instituée après la chute de l’Empire et la proclamation de la république afin de doter le Reich d’une nouvelle constitution. Elle adopta le 31 juillet 1919 la nouvelle Constitution du Reich allemand, dite constitution de Weimar, qui fut promulguée le 11 août et donna naissance à la république de Weimar. Elle exerça également le pouvoir législatif dont était auparavant investi le Reichstag. | 6 février 1919 | 21 mai 1920   | (Liste des députés) | Bauer (1919-1920)      |                        |
| Assemblée nationale de Weimar | 1919       | Assemblée parlementaire du Reich allemand instituée après la chute de l’Empire et la proclamation de la république afin de doter le Reich d’une nouvelle constitution. Elle adopta le 31 juillet 1919 la nouvelle Constitution du Reich allemand, dite constitution de Weimar, qui fut promulguée le 11 août et donna naissance à la république de Weimar. Elle exerça également le pouvoir législatif dont était auparavant investi le Reichstag. | 6 février 1919 | 21 mai 1920   | (Liste des députés) | Müller I (1919)        |                        |
| 1re législature               | 1920       | Les élections portèrent au pouvoir une coalition entre Zentrum, DDP (Parti démocrate allemand) et DVP (Parti populaire allemand). À la suite de cette élection, Constantin Fehrenbach, membre du Zentrum, fut nommé chancelier. | 1920           | 1924          | (Liste des députés) |                        | Fehrenbach (1920-1921) |
| 1re législature               | 1920       | Les élections portèrent au pouvoir une coalition entre Zentrum, DDP (Parti démocrate allemand) et DVP (Parti populaire allemand). À la suite de cette élection, Constantin Fehrenbach, membre du Zentrum, fut nommé chancelier. | 1920           | 1924          | (Liste des députés) | Wirth I (1921)         |                        |
| 1re législature               | 1920       | Les élections portèrent au pouvoir une coalition entre Zentrum, DDP (Parti démocrate allemand) et DVP (Parti populaire allemand). À la suite de cette élection, Constantin Fehrenbach, membre du Zentrum, fut nommé chancelier. | 1920           | 1924          | (Liste des députés) | Wirth II (1921-1922)   |                        |
| 1re législature               | 1920       | Les élections portèrent au pouvoir une coalition entre Zentrum, DDP (Parti démocrate allemand) et DVP (Parti populaire allemand). À la suite de cette élection, Constantin Fehrenbach, membre du Zentrum, fut nommé chancelier. | 1920           | 1924          | (Liste des députés) | Cuno (1922-1923)       |                        |
| 1re législature               | 1920       | Les élections portèrent au pouvoir une coalition entre Zentrum, DDP (Parti démocrate allemand) et DVP (Parti populaire allemand). À la suite de cette élection, Constantin Fehrenbach, membre du Zentrum, fut nommé chancelier. | 1920           | 1924          | (Liste des députés) | Stresemann I (1923)    |                        |
| 1re législature               | 1920       | Les élections portèrent au pouvoir une coalition entre Zentrum, DDP (Parti démocrate allemand) et DVP (Parti populaire allemand). À la suite de cette élection, Constantin Fehrenbach, membre du Zentrum, fut nommé chancelier. | 1920           | 1924          | (Liste des députés) | Stresemann II (1923)   |                        |
| 1re législature               | 1920       | Les élections portèrent au pouvoir une coalition entre Zentrum, DDP (Parti démocrate allemand) et DVP (Parti populaire allemand). À la suite de cette élection, Constantin Fehrenbach, membre du Zentrum, fut nommé chancelier. | 1920           | 1924          | (Liste des députés) | Marx I (1923-1924)     |                        |
| 2e législature                | Mai 1924   | Les élections portèrent au pouvoir une coalition entre Zentrum, Parti démocrate allemand (DDP) et Parti populaire allemand (DVP). À la suite de cette élection, Wilhelm Marx, président du Zentrum, forma un nouveau gouvernement. | mai 1924       | décembre 1924 | (Liste des députés) |                        | Marx II (1924)         |
| 3e législature                | Déc. 1924  | Les élections n'entraînèrent pas de changement de gouvernement. Elles marquent la victoire relative des partis de la coalition de Weimar (Zentrum, SPD et DDP) au détriment des partis extrémistes, qui enregistrent une baisse notable à l'image du KPD. | 1924           | 1928          | (Liste des députés) |                        | Luther I (1925)        |
| 3e législature                | Déc. 1924  | Les élections n'entraînèrent pas de changement de gouvernement. Elles marquent la victoire relative des partis de la coalition de Weimar (Zentrum, SPD et DDP) au détriment des partis extrémistes, qui enregistrent une baisse notable à l'image du KPD. | 1924           | 1928          | (Liste des députés) | Luther II (1926)       |                        |
| 3e législature                | Déc. 1924  | Les élections n'entraînèrent pas de changement de gouvernement. Elles marquent la victoire relative des partis de la coalition de Weimar (Zentrum, SPD et DDP) au détriment des partis extrémistes, qui enregistrent une baisse notable à l'image du KPD. | 1924           | 1928          | (Liste des députés) | Marx III (1926)        |                        |
| 3e législature                | Déc. 1924  | Les élections n'entraînèrent pas de changement de gouvernement. Elles marquent la victoire relative des partis de la coalition de Weimar (Zentrum, SPD et DDP) au détriment des partis extrémistes, qui enregistrent une baisse notable à l'image du KPD. | 1924           | 1928          | (Liste des députés) | Marx IV (1927-1928)    |                        |
| 4e législature                | 1928       | Le Parti social-démocrate d'Allemagne (SPD) obtient son meilleur score depuis les élections de 1920. Il a su bénéficier de la croissance économique du pays, de l'amélioration des conditions sociales de la population et de l'amélioration des relations internationales de l’Allemagne. Le chancelier Wilhelm Marx (Zentrum) remet sa démission, remplacé par un nouveau gouvernement dirigé par Hermann Müller (SPD). Le nouveau chancelier dispose d'une confortable majorité au Reichstag avec une coalition regroupant le SPD, le Zentrum, le DDP, le BVP et le DVP, soit une majorité parlementaire de 301 sièges sur 491 (61,3 % des députés). Le parti Nazi reconstitué par Hitler après sa sortie anticipée de prison présente des candidats pour la première fois au Reichstag et obtient 12 députés, ce qui lui permet de constituer un groupe parlementaire présidé par Wilhelm Frick. | 1928           | 1930          | (Liste des députés) |                        | Müller II (1928-1930)  |
| 5e législature                | 1930       | Le SPD, qui reste le premier parti du pays, perd du terrain, tandis que le parti nazi (national-socialiste) réalise une percée en passant de 12 à 107 sièges. | 1930           | 1932          | (Liste des députés) |                        | Brüning I (1930-1931)  |
| 5e législature                | 1930       | Le SPD, qui reste le premier parti du pays, perd du terrain, tandis que le parti nazi (national-socialiste) réalise une percée en passant de 12 à 107 sièges. | 1930           | 1932          | (Liste des députés) | Brüning II (1931-1932) |                        |
| 5e législature                | 1930       | Le SPD, qui reste le premier parti du pays, perd du terrain, tandis que le parti nazi (national-socialiste) réalise une percée en passant de 12 à 107 sièges. | 1930           | 1932          | (Liste des députés) | Papen (1932)           |                        |
| 6e législature                | Juil. 1932 | Le Parti national-socialiste des travailleurs allemands (NSDAP) confirme sa percée des élections précédentes et devient pour la première fois le premier parti allemand avec 37,3 % des suffrages (+ 19 points), passant de 107 sièges à 230. | juillet 1932   | novembre 1932 | (Liste des députés) |                        |                        |
| 7e législature                | Nov. 1932  | Le NSDAP arrive en tête malgré un recul par rapport aux dernières élections de juillet 1932. Son allié depuis 1931, le parti populaire national allemand (DVNP), est quant à lui en hausse. es élections de novembre 1932 sont les avant-dernières élections législatives de la république de Weimar (avant celles de mars 1933) et les dernières considérées comme libres : à la suite de l'incendie du Reichstag le 27 février 1933, le Reichstagsbrandverordnung suspend les libertés civiles. Pris le lendemain par Hindenburg, ce décret suspend l'essentiel des libertés politiques et civiles. Il s'agit du premier des textes d'ordre législatif ou réglementaire qui conduisent l'Allemagne de Weimar à devenir en quelques mois un État totalitaire. | 1932           | 1933          | (Liste des députés) |                        |                        |
| 7e législature                | Nov. 1932  | Le NSDAP arrive en tête malgré un recul par rapport aux dernières élections de juillet 1932. Son allié depuis 1931, le parti populaire national allemand (DVNP), est quant à lui en hausse. es élections de novembre 1932 sont les avant-dernières élections législatives de la république de Weimar (avant celles de mars 1933) et les dernières considérées comme libres : à la suite de l'incendie du Reichstag le 27 février 1933, le Reichstagsbrandverordnung suspend les libertés civiles. Pris le lendemain par Hindenburg, ce décret suspend l'essentiel des libertés politiques et civiles. Il s'agit du premier des textes d'ordre législatif ou réglementaire qui conduisent l'Allemagne de Weimar à devenir en quelques mois un État totalitaire. | 1932           | 1933          | (Liste des députés) | Schleicher (1932-1933) |                        |
| 7e législature                | Nov. 1932  | Le NSDAP arrive en tête malgré un recul par rapport aux dernières élections de juillet 1932. Son allié depuis 1931, le parti populaire national allemand (DVNP), est quant à lui en hausse. es élections de novembre 1932 sont les avant-dernières élections législatives de la république de Weimar (avant celles de mars 1933) et les dernières considérées comme libres : à la suite de l'incendie du Reichstag le 27 février 1933, le Reichstagsbrandverordnung suspend les libertés civiles. Pris le lendemain par Hindenburg, ce décret suspend l'essentiel des libertés politiques et civiles. Il s'agit du premier des textes d'ordre législatif ou réglementaire qui conduisent l'Allemagne de Weimar à devenir en quelques mois un État totalitaire. | 1932           | 1933          | (Liste des députés) | Hitler (1933-1945)     |                        |
| 8e législature                | 1933       | Elles sont la dernière consultation électorale pluraliste en Allemagne avant celles de 1946 sous le régime d'occupation mis en place après la capitulation du Troisième Reich. La campagne intervient dans un climat de censure et de répression des partis de gauche, alors que les nazis sont déjà au pouvoir. L'incendie du Reichstag, qui a lieu quelques jours avant le vote, permet également aux nazis de réprimer davantage le KPD, dont les députés sont emprisonnés. Le parti nazi et ses alliés disposent des moyens de l'État et réalisent une campagne massive. De plus, les premiers camps de concentration, à destination des opposants politiques, sont mis en place pendant le mois qui précède le vote. Enfin, les Sections d'Assaut font régner un climat de violence dans l'impunité, les pouvoirs de police étant concentrés entre les mains des nazis. En raison du succès du Parti national-socialiste des travailleurs allemands, qui arrive largement en tête avec 43,91 % des suffrages, son dirigeant et chancelier de l'Allemagne, Adolf Hitler, est alors en mesure de recourir à la loi du 24 mars 1933, qui lui donne des pouvoirs équivalents à ceux d'un dictateur. Cependant, le score est plus faible que ce que les nazis espéraient : ils sont obligés de maintenir leur alliance avec le DNVP (droite conservatrice), et d'obtenir le soutien du Zentrum (centre droit catholique) pour faire passer cette loi. | mars 1933      | novembre 1933 | (Liste des députés) |                        |                        |

## Féminisation du Reichstag
Les Allemandes obtiennent le droit de vote après la Première Guerre mondiale. Lors de l’Assemblée nationale de Weimar, on compte entre 8 et 9 % de députées mais lors des autres législatures, leur nombre tourne autour de 6 %. Après la prise de pouvoir du NSDAP, leur nombre chute à 4 % avant de disparaître sous les quatre législatures du Troisième Reich.
Marie Juchacz est la première femme à prendre la parole devant l'hémicycle le 19 février 1919, et la première de toute l'histoire parlementaire allemande. Elle est également la seule femme à être membre du Conseil consultatif de l'Assemblée, chargé d'élaborer une Constitution pour le Reich allemand (Ausschuß zur Vorberatung des Entwurfs einer Verfassung des Deutschen Reichs ; l'Allemagne était encore officiellement le Reich, même après l'abdication de l'empereur Guillaume II et l'instauration de la république).
| Législatures de 1919 à 1933 sous la république de Weimar | Début de la législature | Pourcentage de femmes | Femmes députées | Pourcentage d’hommes | Hommes députés | Total de députés |
| -------------------------------------------------------- | ----------------------- | --------------------- | --------------- | -------------------- | -------------- | ---------------- |
| Assemblée nationale de Weimar                            | 1919                    | 8,7 %                 | 37              | 91,3 %               | 386            | 423              |
| 1re législature                                          | 1920                    | 8,0 %                 | 37              | 92,0 %               | 426            | 463              |
| 2e législature                                           | 1924                    | 5,7 %                 | 27              | 94,3 %               | 445            | 472              |
| 3e législature                                           | 1924                    | 6,7 %                 | 33              | 93,3 %               | 460            | 493              |
| 4e législature                                           | 1928                    | 6,7 %                 | 33              | 93,3 %               | 457            | 490              |
| 5e législature                                           | 1930                    | 6,8 %                 | 39              | 93,2 %               | 538            | 577              |
| 6e législature                                           | 1932                    | 5,6 %                 | 34              | 94,4 %               | 574            | 608              |
| 7e législature                                           | 1932                    | 6,0 %                 | 35              | 94,0 %               | 547            | 582              |
| 8e législature                                           | 1933                    | 3,8 %                 | 21              | 96,2 %               | 537            | 558              |

Liste non exhaustive de députées
- Lore Agnes (USPD puis SPD)
- Marie Ahlers (KPD)
- Maria Ansorge (SPD)
- Martha Arendsee (KPD)
- Elise Augustat (KPD)
- Gertrud Bäumer (DDP)
- Elise Bartels (de) (SPD)
- Margarete Behm (DNVP)
- Clara Bohm-Schuch (SPD)
- Minna Bollmann (SPD)
- Hedwig Dransfeld (Zentrum)
- Helene Fleischer (KPD)
- Hedwig Fuchs (Zentrum)
- Hedwig Hoffmann (de) (DNVP)
- Marie Juchacz (SPD)
- Wilhelmine Kähler (SPD)
- Franziska Kessel (KPD)
- Olga Körner (KPD)
- Hedwig Krüger (de) (KPD)
- Marie Kunert (SPD)
- Hedwig Kurt (de) (SPD)
- Annagrete Lehmann (DNVP)
- Marie Elisabeth Lüders (DDP)
- Anna Nemitz (de) (SPD)
- Agnes Neuhaus (Zentrum)
- Katharine von Oheimb (DVP)
- Antonie Pfülf (SPD)
- Anna Therese Rawengel (DNVP)
- Anna Reitler (KPD)
- Elisabeth Röhl (SPD)
- Adele Schreiber-Krieger (SPD)
- Louise Schroeder (SPD)
- Tony Sender (SPD)
- Clara Siebert (Zentrum)
- Anna Siemsen (SPD)
- Anna Margarete Stegmann (SPD)
- Helene Weber (Zentrum)
- Mathilde Wurm (USPD puis SPD)
- Anna Zammert (USPD puis SPD)
- Clara Zetkin (KPD)
- Charlotte Zinke (KPD)

## Galerie

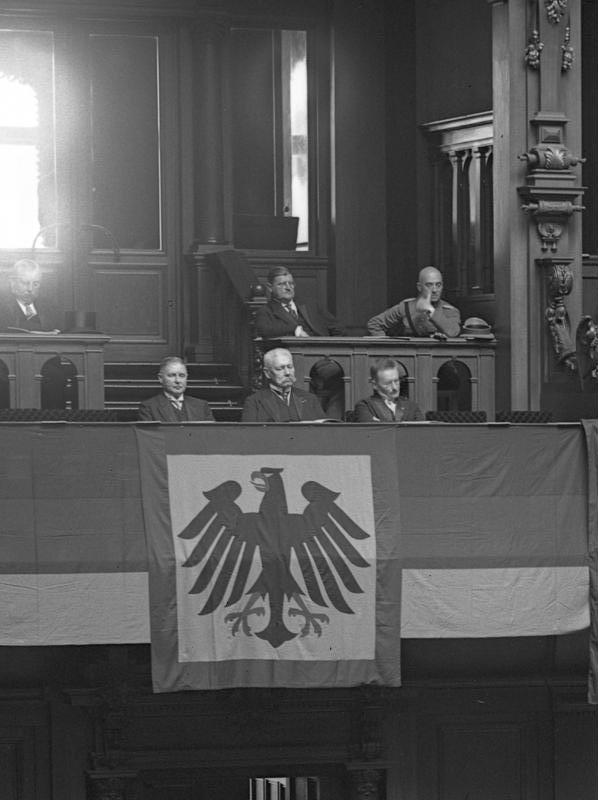
La tribune présidentielle avec le président de la République Paul von Hindenburg.
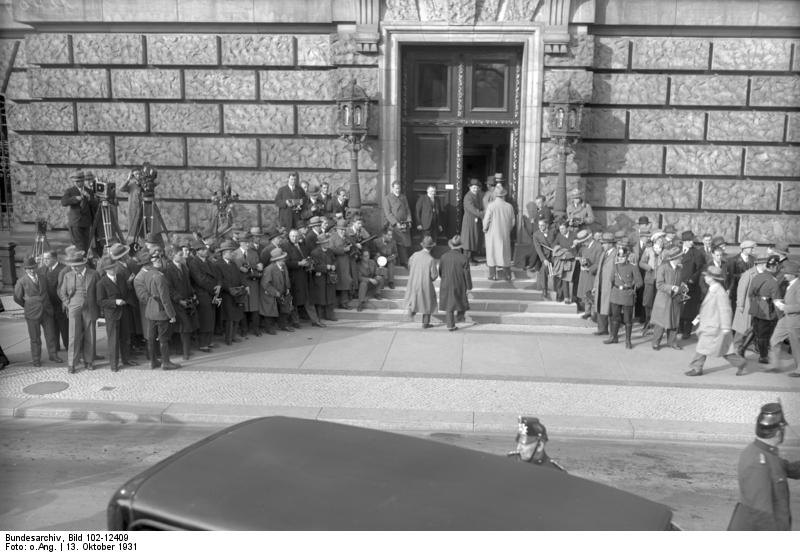
Entrée des députés, avec la presse, le 31 octobre 1931.
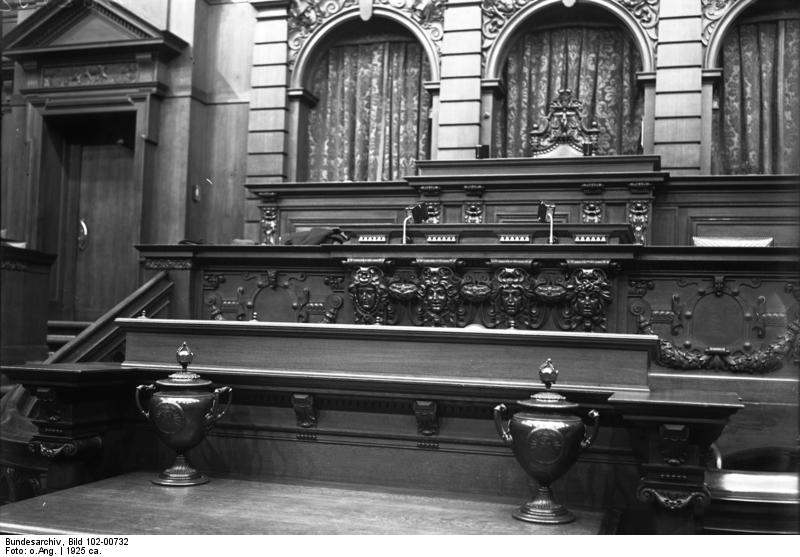
Le perchoir du président de la chambre.
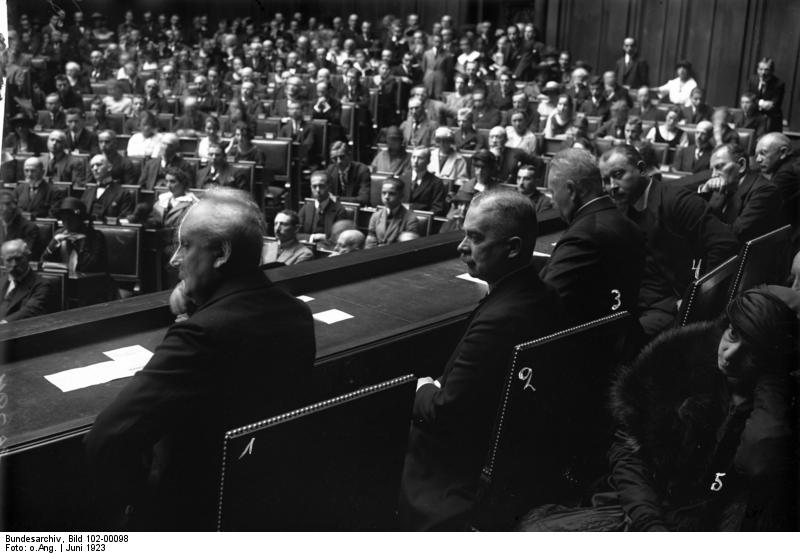
Une partie de l’hémicycle depuis le perchoir. On remarque plusieurs femmes députées.

## Prise du Reichstag

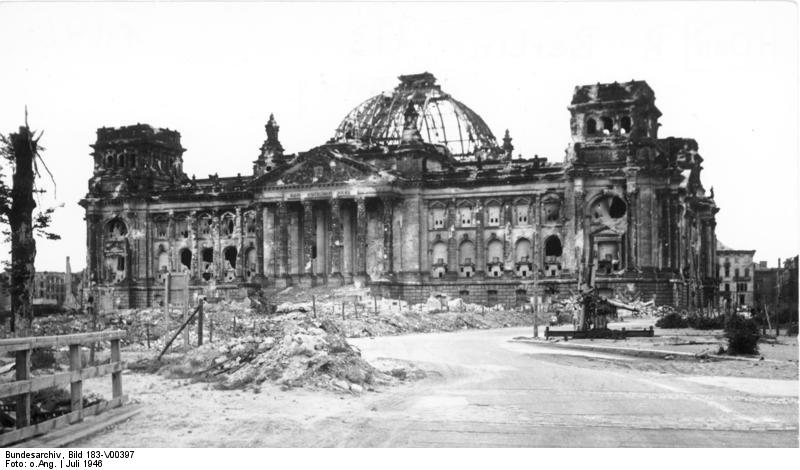
Le palais du Reichstag en ruines en 1946, un an après sa prise.

Pendant la Seconde Guerre mondiale, la prise du Reichstag constitue un des évènements symboliques de la bataille de Berlin et de la défaite du Troisième Reich. À l'extérieur du palais du Reichstag se trouvaient également 4 canons de 88 et deux chars Tigre II. La défense du bâtiment était assurée par un groupe d'hommes sous les ordres du SS-Brigadeführer Wilhelm Mohnke.
L'assaut des Soviétiques sur l'édifice débute le 30 avril, au soir. Pendant les combats à l'extérieur et à l'intérieur du palais, les Soviétiques hissent le drapeau de l'URSS sur le toit du Reichstag. C'est le soldat kazakh Rakhimzhan Qoshqarbaev (en) qui sera le premier à placer le drapeau rouge, drapeau qui est cependant abattu peu de temps après par des snipers allemands. C'est au matin du 1er mai que le drapeau est définitivement hissé pour de bon, alors que les Soviétiques prennent totalement contrôle du Reichstag. Staline avait demandé au photographe ukrainien Yevgeny Khaldei d'immortaliser cet événement mais il n'était pas présent le jour même. La propagande soviétique recrée la scène le 2 mai 1945. Le soldat d'origine géorgienne Meliton Kantaria hisse le drapeau à la manière des soldats américains à Iwo Jima le 23 février 1945. Aucun des soldats ayant participé à la première mise en place du drapeau rouge ne participe à la mise en scène. La célèbre photographie fut retouchée pour effacer une des deux montres, celle au poignet droit de l'officier soutenant le soldat portant le drapeau, montre surnuméraire laissant apparaître qu’elle avait été volée, acte pourtant courant au sein des armées d'invasion.
Après la mort d'Adolf Hitler, les avis au sein des derniers hauts dignitaires nazis divergent concernant la demande de négociations pour un armistice ; les jusqu'au-boutistes comme Joseph Goebbels s'y opposent formellement.
Peu de temps avant que Hitler ne se suicide et que le palais du Reichstag ne soit pris, la radio berlinoise réussit à diffuser, pour la dernière fois, une œuvre de Richard Wagner : La Marche funèbre de Siegfried, afin de donner du courage aux troupes. Celle-ci annonçait la fin du Troisième Reich.